# Catherine-Ursule de Hohenzollern-Hechingen
La princesse Catherine-Ursule de Hohenzollern-Hechingen (1610 – 2 juin 1640 à Baden-Baden) est la première femme du margrave Guillaume Ier de Bade-Bade. Elle l'épouse, le 13 octobre 1624. Elle est la fille de Jean Georges de Hohenzollern-Hechingen et son épouse, la comtesse Franziska de Salm-Dhaun.
De son mariage, elle a les enfants suivants :
- Ferdinand Maximilien (23 septembre 1625 à Baden-Baden – 4 novembre 1669 à Heidelberg), prince héréditaire de Bade-Bade
- Léopold-Guillaume de Bade-Bade (16 septembre 1626 – 23 février 1671 à Baden-Baden), maréchal impérial
- Philippe Siegmund (naissance : 25 août 1627; décédé : 1647, tué dans la bataille)
- Guillaume-Christophe de Bade-Bade (12 octobre 1628 à Baden-Baden – 25 août 1652)
- Herman de Bade-Bade (12 Octobre 1628 Baden-Baden – 2 octobre 1691)
- Bernard (22 octobre 1629 – 1648 à Rome)
- Francis (1637-1637)
- Isabella Clara Eugénie (14 novembre 1630 – 1632)
- Catherine Francisca Henriette (19 novembre 1631 – août 1691 à Besançon)
- Claudia (né le 15 mai 1633)
- Henriette (née le 12 juillet 1634)
- Anna (12 juillet 1634 – 31 mars 1708 à Baden-Baden)
- Maria (1636-1636)
- Maria Juliana (1638-1638)